# Rechnungskreis
Ein Rechnungskreis (oder Buchungskreis) ist innerhalb des Rechnungswesens eine Organisationsform nach Sachgebieten, denen sämtliche Belege zugeordnet werden können.

## Einteilung
Eine gängige Einteilung ist die nach Geschäftsbuchhaltung (Rechnungskreis I) und Betriebsbuchhaltung (Kosten- und Leistungsrechnung; Rechnungskreis II), das so genannte Zweisystem. Eine detailliertere Einteilung ist möglich, um Auswertungen des Rechnungswesens nach Ort der Entstehung des Beleges (wie Filiale, Betriebsstätte, Warengruppe etc.) oder Teilbereich (Finanzbuchhaltung oder Kosten- und Leistungsrechnung) zu vereinfachen.
Bei der fortlaufenden Nummerierung von Belegen können diese bereits durch eindeutige Ziffern- und Buchstabenkombinationen Rechnungskreisen zugeordnet werden, wobei es gesetzliche Verpflichtungen zur Eindeutigkeit der Nummernvergabe gibt, um die eindeutige Identifizierung des Beleges zu ermöglichen.
Rechnungskreise nach Entstehungsort des Beleges (Filiale, Betriebsstätte, Warengruppe, Dienstleistungsprozess, Registrierkasse u. a.) vereinfachen Belegordnung und EDV-unterstützte Ergebnisauswertungen des Rechnungswesens.
Rechnungskreise nach Teilbereich des Rechnungswesens ermöglichen die Zuordnung der Geschäftsfälle zur Finanzbuchhaltung (Rechnungskreis I) bzw. zur Kosten- und Leistungsrechnung (Rechnungskreis II). In der Abgrenzungsrechnung (Ergebnistabelle) werden die Aufwendungen und Erträge aus der Finanzbuchhaltung dem Rechnungskreis I zugeordnet und die Kosten und Leistungen der Kostenrechnung dem Rechnungskreis II.

## Industriekontenrahmen
Die scharfe Trennung von Geschäftsbuchhaltung und Betriebsbuchhaltung ist beispielsweise ein wesentliches Kennzeichen des Industriekontenrahmens; dort stehen die Kontenklassen 0 bis 8 der Geschäftsbuchhaltung und Klasse 9 (Kosten- und Leistungsrechnung) der Betriebsbuchhaltung zur Verfügung.